# تپه نصرت‌آباد بایه
تپه نصرت آباد بایه مربوط به دوران‌های تاریخی پس از اسلام است و در شهرستان بویین زهرا، بخش مرکزی، روستای نصرت آباد بایه واقع شده و این اثر در تاریخ ۲۲ مرداد ۱۳۸۴ با شمارهٔ ثبت ۱۳۲۵۲ به‌عنوان یکی از آثار ملی ایران به ثبت رسیده است.